# Sophia Hayden
Sophia Hayden (ur. 17 października 1868 w Santiago w Chile, zm. 3 lutego 1953 w Winthrop w Stanach Zjednoczonych) – amerykańska architektka. Była pierwszą kobietą, która ukończyła czteroletni program z architektury w Massachusetts Institute of Technology (MIT).

## Młodość
Sophia Gregoria Hayden  urodziła się w Santiago w Chile. Jej matka, Elezena Fernandez, pochodziła z Chile, a ojciec, George Henry Hayden, był amerykańskim dentystą z Bostonu.  Hayden miała siostrę i dwóch braci. Gdy miała 6 lat, została wysłana na osiedle Jamaica Plain na przedmieściach Bostonu, aby zamieszkać z dziadkami ze strony ojca, George'em i Sophią Haydenami. Uczęszczała do Hillside School. Podczas nauki w Liceum West Roxbury w latach 1883–1886 zainteresowała się architekturą. Po ukończeniu przez nią szkoły rodzina przeprowadziła się do Richmond w stanie Wirginia. Hayden wróciła do Bostonu na studia. W 1890 ukończyła z wyróżnieniem MIT, otrzymując dyplom z architektury.

## Edukacja
Sophia Hayden dzieliła pokój kreślarski z Lois Lilley Howe, koleżanką z MIT. Na twórczość Hayden wpłynął prof. Eugène Létang. Po ukończeniu studiów miała trudności ze znalezieniem pracy jako kobieta architektka. Przyjęła stanowisko nauczycielki rysunku mechanicznego w liceum w Bostonie.

## Kariera zawodowa

### Światowa Ekspozycja Kolumbijska

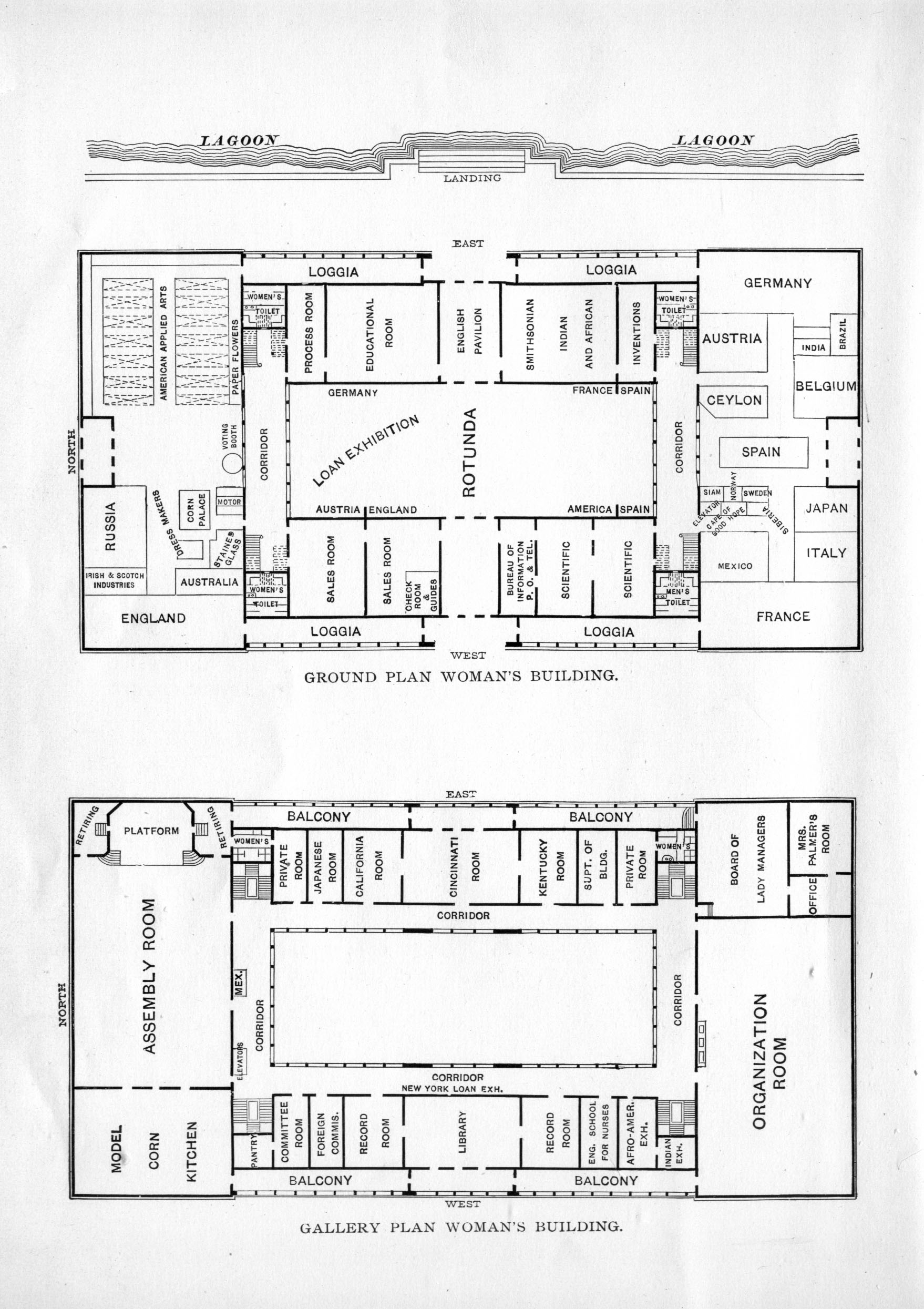
Plan Woman's Building

Jest najbardziej znana z zaprojektowania The Women's Building, prezentowanej na światowej wystawie kolumbijskiej w 1893. Miała wówczas zaledwie 21 lat. Budynek był wówczas najważniejszym narodowym konkursem projektowym dla kobiet. Hayden oparła swój projekt na pracy dyplomowej „Renesansowe Muzeum Sztuk Pięknych”, wielkiej, dwupiętrowej budowli z pawilonami środkowymi i końcowymi, wieloma łukami, kolumnowymi tarasami i innymi klasycznymi elementami, odzwierciedlającymi jej styl architektoniczny (Beaux-Art).
Projekt Hayden zapewnił jej nagrodę główną. Została wyróżniona spośród 13 projektów kobiet architektek. Otrzymała 1000 dolarów nagrody. Niektórzy architekci mężczyźni za podobne budynki dostali 10 tys. dolarów.
Podczas budowy Hayden musiała zmieniać pomysły, reagując na wymogi komitetu budowlanego kierowanego przez Berthę Palmer, która ostatecznie zwolniła Hayden z projektu. Hayden pojawiła się na uroczystości inauguracyjnej i opublikowała relacje o wsparciu ze strony innych architektów.
Jej frustracja została ostatecznie wskazana jako przyczyna niezdolności kobiet do nadzorowania budowy, chociaż wielu architektów sympatyzowało z jej pracami i broniło jej. Budynek Hayden otrzymał nagrodę za delikatność stylu, artystyczny gust oraz genialność i elegancję wnętrza. W ciągu maksymalnie 2 lat praktycznie wszystkie budynki targów zostały zniszczone. Sfrustrowana sposobem, w jaki została potraktowana, Hayden nie pracowała już jako architekt.

Chociaż w 1894 Hayden zaprojektowała pomnik dla Women's Clubs in the U.S., nigdy go nie zbudowano. 

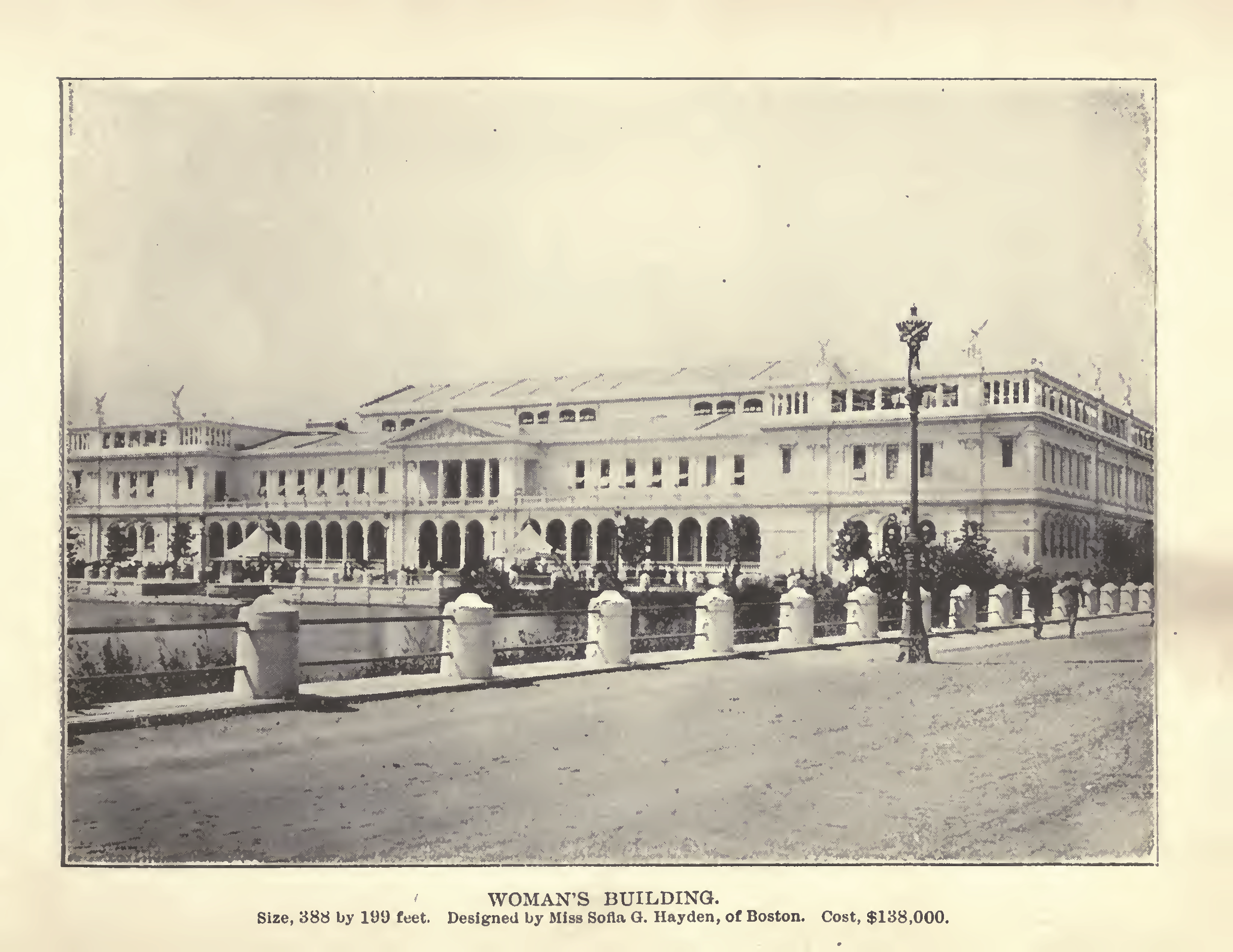
Woman's Building, Światowa Ekspozycja Kolumbijska (1892, Chicago, Illinois)

### Życie prywatne
W 1900 poślubiła malarza, a później projektanta wnętrz Williama Blackstone Bennetta. Zamieszkali w Winthrop w stanie Massachusetts. Para nie miała dzieci. William zmarł na zapalenie płuc 11 kwietnia 1909.
Przez lata pracowała jako artystka. Zmarła w domu opieki w Winthrop na zapalenie płuc po udarze.

## W kulturze
- Sophia Hayden została wspomniana w powieści Erika Larsona Diabeł w białym mieście.
- W 11. odcinku pierwszego sezonu serialu Poza czasem (Timeless) rolę Sophi Hayden odegrała Katherine Cunningham[10].